# 霜点石斑鱼
霜点石斑鱼（学名：Epinephelus rivulatus）为輻鰭魚綱鱸形目鱸亞目鮨科石斑鱼属的鱼类。分布于印度西太平洋區，從東非至澳洲、紐西蘭海域，棲息深度1-150公尺，體長可達39公分，棲息在珊瑚礁、岩礁區、海草床，為底棲性魚類，屬肉食性，以魚類、甲殼類為食，可做為食用魚。该物种的模式产地在留尼汪。

## 扩展阅读
維基物種上的相關：霜点石斑鱼